# Terri Garber
Pour les articles homonymes, voir Garber.
Terri Garber (née le 28 décembre 1960 à Miami (Floride), aux États-Unis) est une actrice américaine.

## Filmographie
- 1980 : Texas (TV) : Allison Linden
- 1983 : Lone Star (TV) : Cissy Wells
- 1983 : Mr. Smith (TV) : Judy Tyson
- 1984 : No Man's Land (TV) : Brianne Wilder
- 1984 : Toy Soldiers : Amy
- 1985 : Key Exchange : Amy
- 1985 : Nord et Sud (TV) : Ashton Main Huntoon
- 1986 : Nord et Sud 2 (TV) : Ashton Main Huntoon
- 1987 : Dynastie (TV) : Leslie Carrington
- 1988 : La Cinquième Dimension (TV) : Debra Brockman
- 1989 : Code Quantum (TV) : Teresa
- 1989 : Arabesque (TV) : Loretta Lee
- 1989 : Mes deux papas (TV) : Karen Martin
- 1989 : Matlock (TV) : Valerie Walsh
- 1985 : Beyond My Reach : Terri Neilson
- 1990 : Sporting Chance (TV) : Hoop Tracy
- 1990 : La loi est la loi (Jake and the Fatman) (TV) : Casey Quinn
- 1990 : Shades of LA (TV) : Julie
- 1991 : Jack Killian, l'homme au micro (Midnight Caller) (TV) : Kate Killian
- 1992 : Santa Barbara (TV) : Suzanne Collier
- 1993 : Raven (TV) : Jennifer
- 1993 : Hôpital central (TV) : Victoria Parker
- 1994 : Nord et Sud 3 (TV) : Ashton Main Fenway
- 1994 : Charlie Grace (TV) : Ruby
- 1995 : Bless This House (TV) : Mrs. Rasmussen
- 1996 : Le Rebelle (TV)
- 1998 : Sacré Slappy (TV)
- 1999 : Sept à la maison (TV) : Nancy Burns
- 2001 : Thank You, Good Night : Sultry older woman
- 2001 : Urgences (TV) : Dr Alexander
- 2001 : Amy (TV) : Toni Eggers
- 2001 : Associées pour la loi (Family Law) (TV)
- 2004 : Cold Case : Affaires classées (TV) : Abby Lake '04
- 2005 : Adam And Eve : Eve's mom
- 2006 : New York, police judiciaire (TV) : Mrs. Carroll
- 2005 - 2010 : As the World Turns (TV) : Iris Dumbrowski